# Amédeé Pauwels

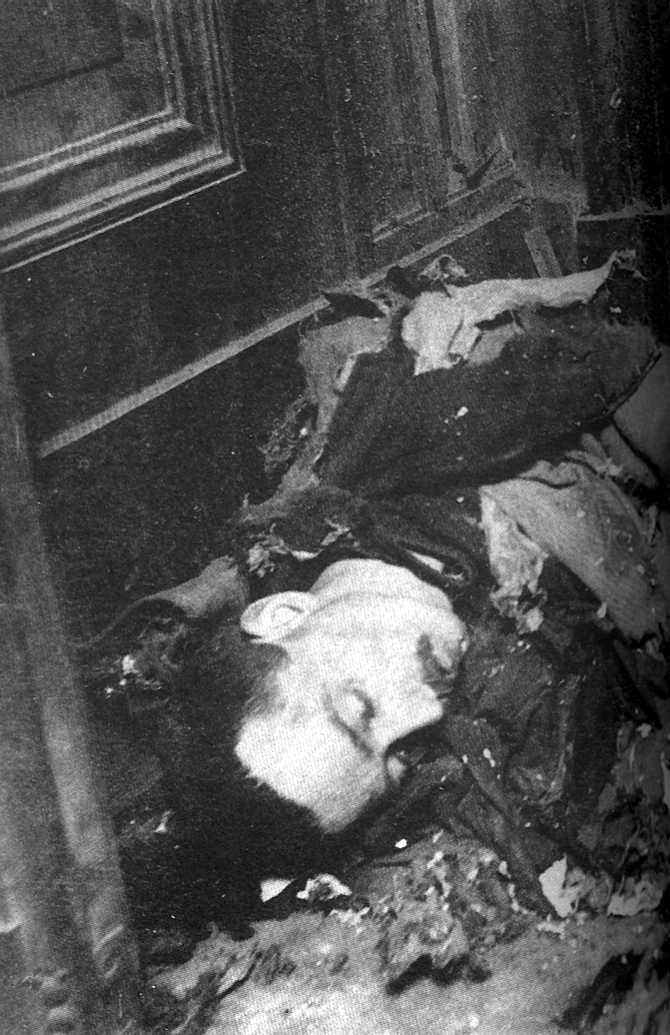
Cadáver de Amadée Pauwels

Amadée Pauwels conhecido na França pelo pseudônimo Étienne Rabardy (Courcelles, 29 de janeiro de 1864 – 15 de março de 1894) foi um anarquista ilegalista nascido na Bélgica conhecido por uma série de atentados a bomba até que uma delas acabasse com sua vida.

## Biografia
Amadée Pauwels nasceu no dia 29 de Janeiro de 1864. É de sua autoria uma série de atentados ocorridos em Paris motivados pela execução de anarquistas como Ravachol e Auguste Vaillant pelo estado francês. A intenção de Pauwels, assim como de outros ilegalistas era atacar o aparato de repressão estatal e os principais símbolos de poder do estado e da burguesia.
Em 5 de Fevereiro ao atenderem a um chamado por carta que informava do suposto suicídio de um homem chamado Rabardy em dois quartos de hotéis dois investigadores de polícia cairiam em suas armadilhas mortais. Em 20 de Fevereiro de 1894 as ações de Pauwels resultaram em explosões na rua de Saint Jacques e na rua de Faubourg no subúrbio de Saint Martin, também em Paris.
Amadée jamais seria pego pela polícia com vida já que, em 15 de Março de 1894 veio a falecer após uma bomba que carregava com a intenção de destruir a Igreja La Madelaine detonar no momento de sua instalação. Todas as bombas colocadas por ele, inclusive àquela que tirou sua vida, foram fabricadas por outro ilegalista famoso, o jovem Émile Henry.